# Игуман Никон (Кокотовић)
Игуман Никон (рођ. Кокотовић, Никшић, 25. мај 1974) православни је јеромонах и игуман Манастира Доњи Брчели.

## Биографија
Јеромонах мр Никон (Кокотовић), рођен је 25. маја 1974. године у Никшићу, где је стекао основно образовање.
Дипломирао је на Економском факултету у Подгорици, 2000. године. Дипломирао на  Православном богословском факултету Свети Василије Острошки у Фочи, 2011. године, и завршио мастер студије 2014. године.
Замонашен је 22. октобра 2004. године у Манастиру Морачнику на Скадарском језеру, од стране митрополита црногорско-приморскога господина Амфилохија Радовића, добивши монашко име Никон.
Рукоположен је у чин јерођакона 7. априла 2007. године у Манастиру Бешка, а за јеромонаха 2011. године од стране митрополита црногорско-приморскога господина Амфилохија.
Постављен је за игумана Манастира Доњи Брчели, 12. фебруара 2013. године.